# Cours Jean-Ballard

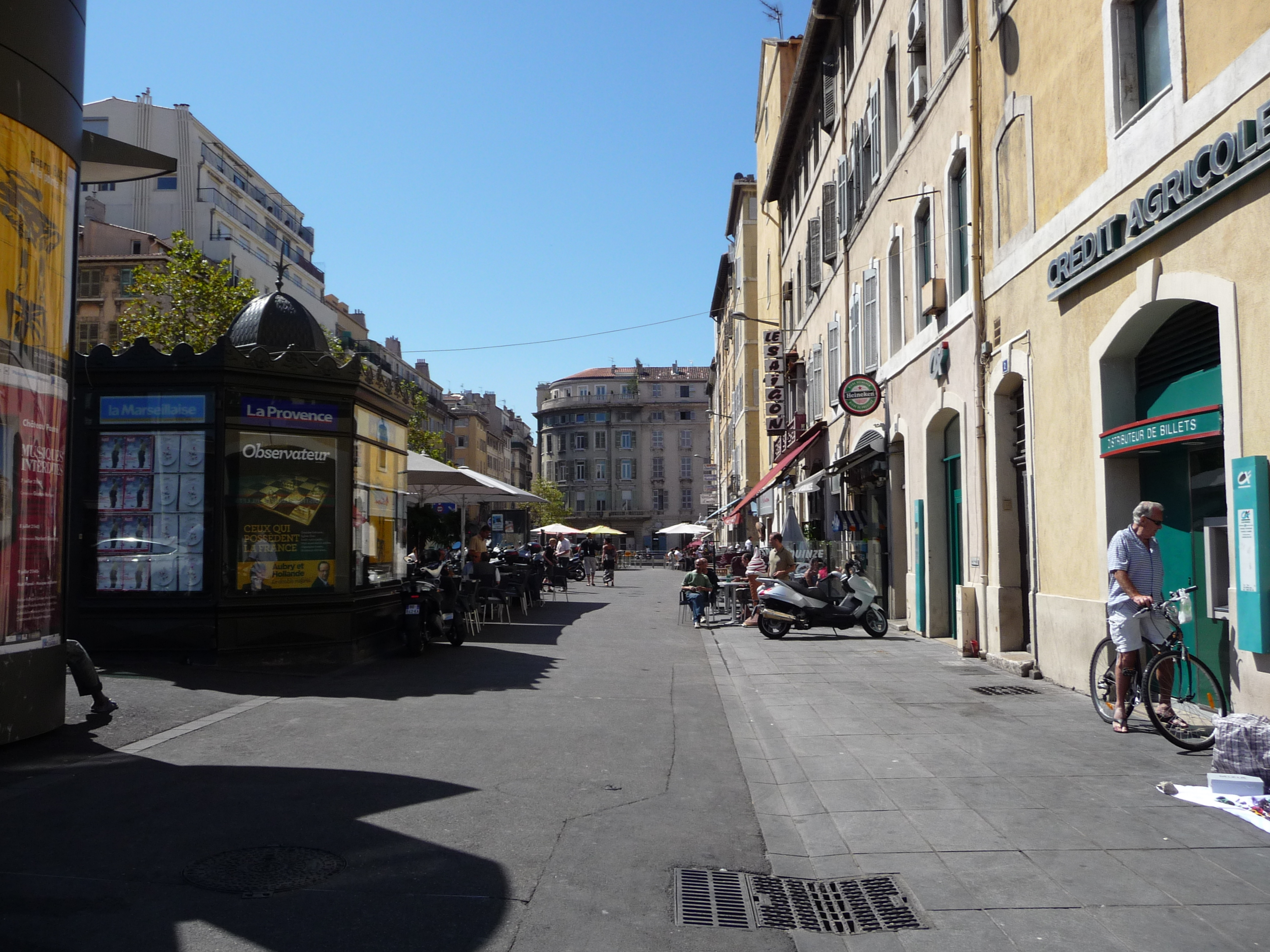
Le Cours Jean Ballard

Le cours Jean Ballard est une voie de la ville de Marseille.

## Situation et accès
Cette voie est située dans le 1er arrondissement de Marseille. Il va du quai de Rive-Neuve à la rue Breteuil.
Le cours Jean Ballard est desservi par la ligne de métro  ainsi que les lignes de bus         du réseau RTM.

## Origine du nom
Le cours doit son nom à Jean Ballard (13 novembre 1893-18 juin 1973), fondateur en 1914 avec Marcel Pagnol de la revue Fortunio qui deviendra en 1925 Les Cahiers du Sud. Ils avaient établi leurs locaux dans cette rue.

## Historique
C’est l’ancienne partie Est du canal de la Douane qui a été comblé en 1924 avec les déblais provenant de la démolition des immeubles situés derrière la Bourse, et dont le tracé suivait également la place aux Huiles et le cours Honoré-d'Estienne-d'Orves.